# Villars-Santenoge
Villars-Santenoge este o comună franceză situată în departamentul Haute-Marne, în regiunea Grand Est.

## Geografie

### Comune limitrofe
| Colmier-le-Bas                 | Colmier-le-Haut     | Auberive              |
| Chaugey (Côte-d'Or)            |                     | Vivey Vals-des-Tilles |
| Bure-les-Templiers (Côte-d'Or) | Poinson-lès-Grancey | Poinsenot             |

### Hidrografie
Comuna se află în regiunea hidrografică „Seine de la source jusqu'à confluent avec l'Oise (exclus)” în cadrul bazinului hidrografic Seine-Normandie. Ea este drenată de râul Ource, de Combe Larroon, noue du Vert, pârâul Belvau, pârâul Rochia, pârâul Vanoce, pârâul Pres Mous și de alte mici cursuri de apă.
Râul Ource, cu o lungime de 100 km, își are izvorul în comuna Poinson-lès-Grancey și se varsă în Sena la Bar-sur-Seine, după ce traversează 25 de comune.

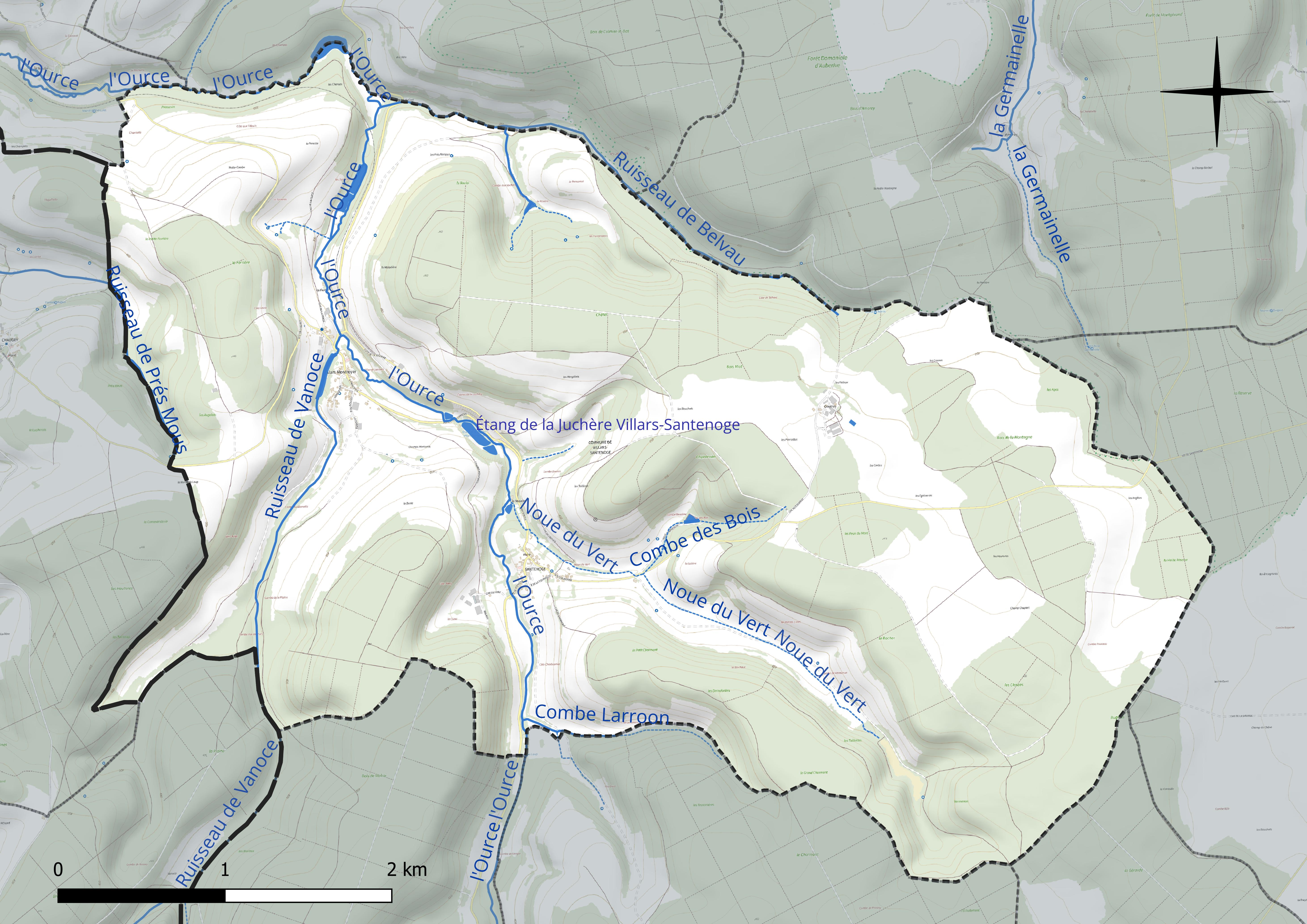
Rețeaua hidrografică a localității Villars-Santenoge

Un plan de apă completează rețeaua hidrografică: iazul Juchère din Villars-Santenoge (1 ha).

### Clima
În 2010, clima comunei era clasificată drept clima marginilor montane, conform unui studiu realizat de Centrul Național de Cercetare Științifică, bazat pe date din perioada 1971-2000. În 2020, Météo-France a publicat o tipologie a climei din Franța metropolitană, care indică faptul că această comună este expusă unui climat oceanic alterat și face parte din regiunea climatică Lorena, platoul Langres și Morvan, caracterizată de ierni aspre (1,5 °C), vânturi moderate și ceață frecventă în toamnă și iarnă.
Pentru perioada 1971-2000, temperatura medie anuală este de 9,5 °C, cu o amplitudine termică anuală de 16,8 °C. Cantitatea medie anuală de precipitații este de 949 mm, cu 13,3 zile de precipitații în ianuarie și 8,8 zile în iulie. Pentru perioada 1991-2020, temperatura medie anuală observată la stația meteorologică situată în comuna Bure-les-Templiers la 7 km distanță în linie dreaptă, este de 10,7 °C, iar cantitatea medie anuală de precipitații este de 898,2 mm. Pentru viitor, parametrii climatici estimati pentru comună pentru anul 2050, conform diferitelor scenarii de emisii de gaze cu efect de seră, pot fi consultati pe un site dedicat publicat de Météo-France în noiembrie 2022.

## Urbanism

### Tipologie
La 1 ianuarie 2024, Villars-Santenoge este clasificată drept comună rurală cu habitat foarte dispersat, conform noii grile comunale de densitate cu șapte niveluri definită de  INSEE (Institutul Național de Statistică și Studii Economice) în 2022. Comuna este situată în afara unităților urbane și în afara zonelor metropolitane a orașelor.

### Utilizarea terenului
Utilizarea terenurilor din comună, așa cum reiese din baza de date europeană Corine Land Cover (CLC), este dominată de păduri și medii semi-naturale (52,4 % în 2018), o proporție aproape echivalentă cu cea din 1990 (52,6 %). Distribuția detaliată în 2018 este următoarea: păduri (52,4 %), terenuri arabile (22,8 %), pajiști (20,1 %), și zone agricole heterogene (4,6 %). Evoluția ocupării terenurilor în comună și a infrastructurilor sale poate fi observată pe diferitele reprezentări cartografice ale teritoriului: harta Cassini (secolul XVIII), harta de stat-major (1820-1866) și hărțile sau fotografiile aeriene ale IGN pentru perioada actuală (1950 până în prezent).

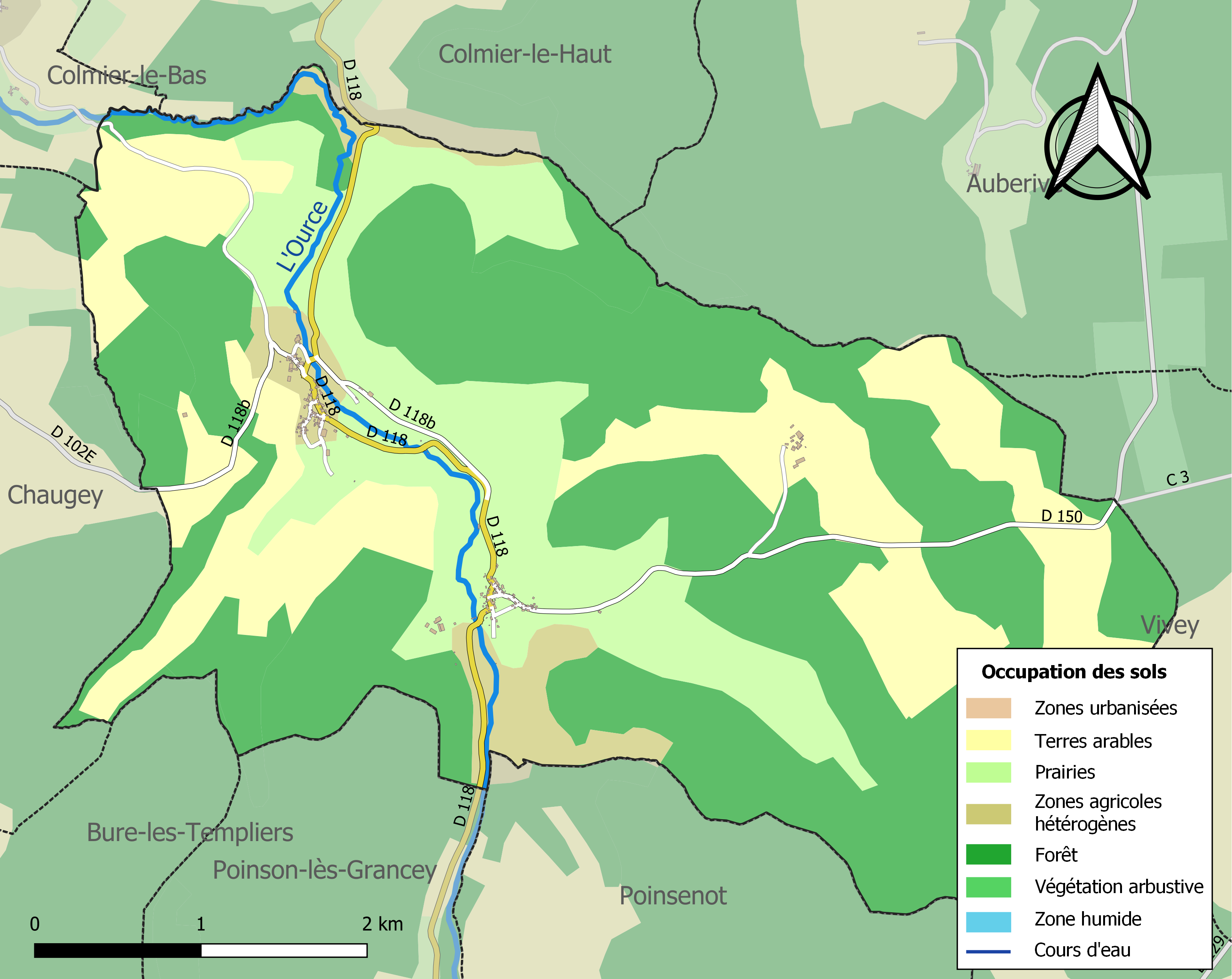
Harta infrastructurii și utilizării terenului a comunei în 2018 (CLC).

## Istorie

### Trecutul feroviar al satului

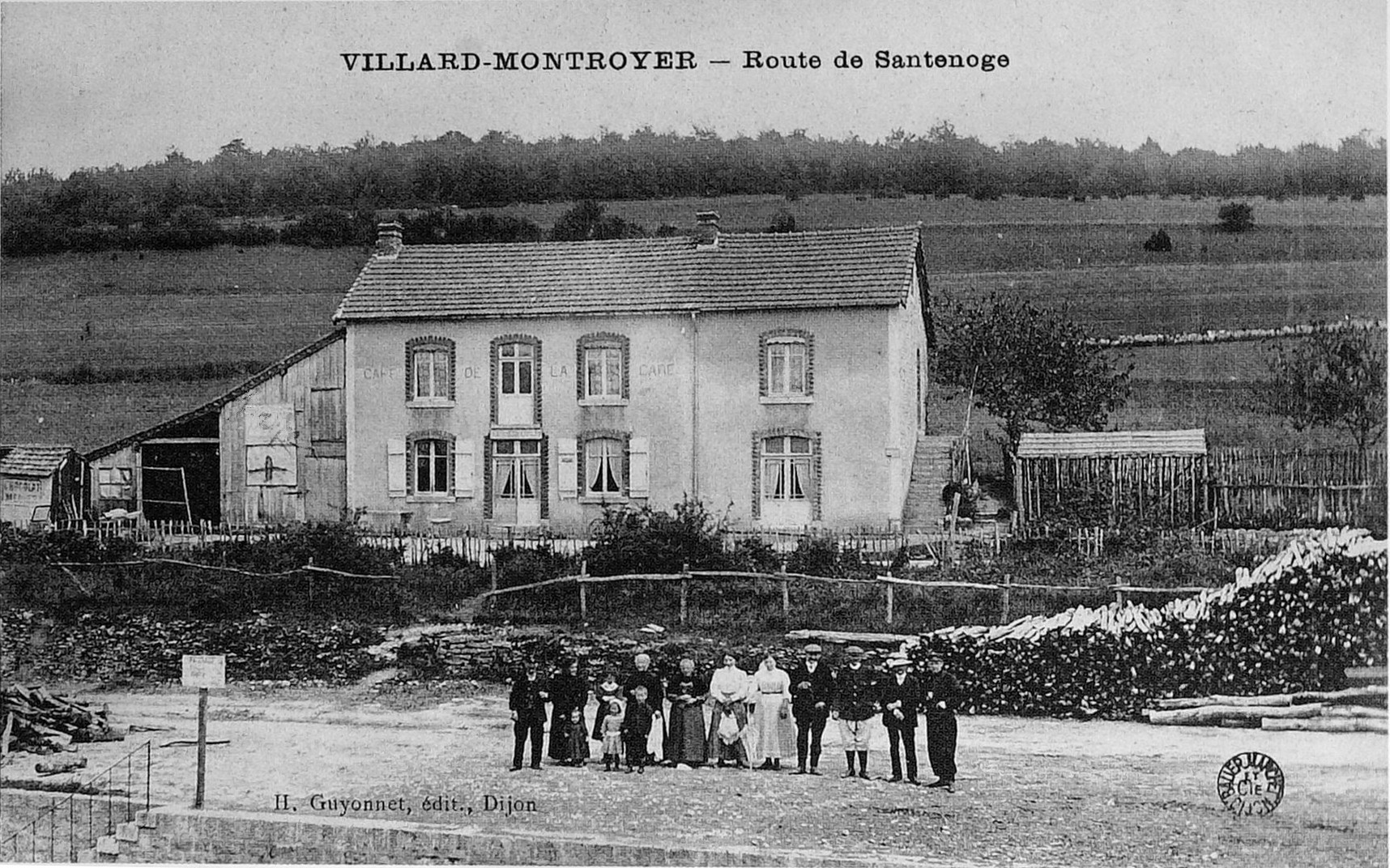
Cafeneaua gării în jurul anului 1910.
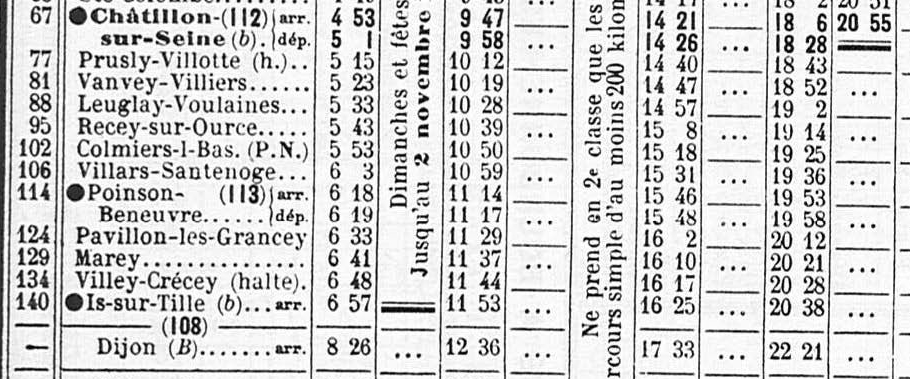
Orarul liniei de la Châtillon-sur-Seine la Is-sur-Tille în 1914.
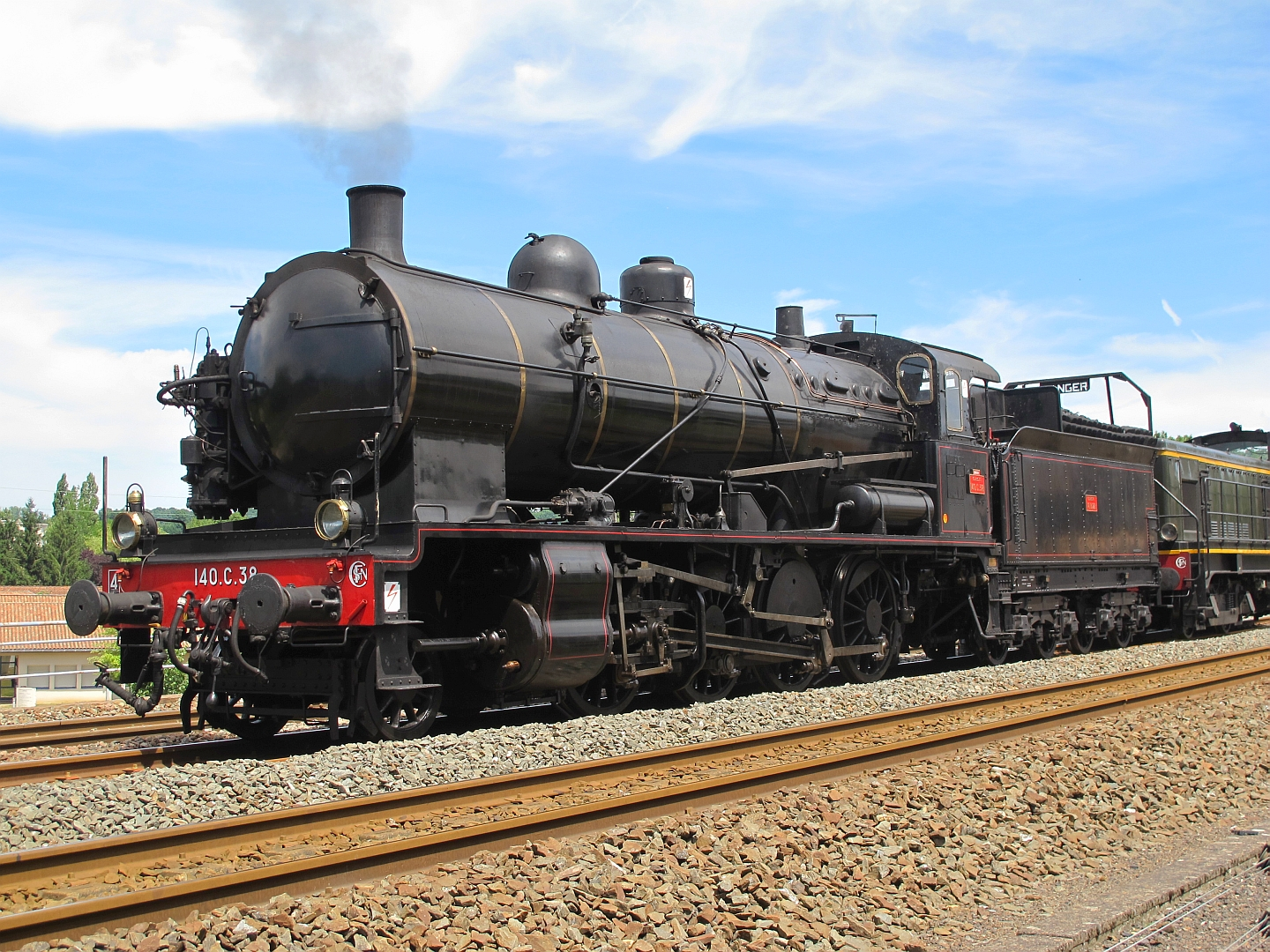
Locomotivă conservată la Limoges.

Între 1882 și 2 martie 1969, comuna a fost traversată de linia de cale ferată de la Troyes la Gray, care, venind din gara Colmier-le-Bas, urma cursul râului Ource, se oprea la gara Villars-Santenoge și apoi se îndrepta spre gara comună pentru satele Poinson și Beneuvre.
Orarul menționat mai sus arată că în 1914, 4 trenuri se opreau zilnic la această gară în direcția Troyes-Gray și alte 4 în direcția opusă. Într-o perioadă în care calea ferată era cel mai practic mijloc de transport, această linie avea un trafic important atât de pasageri, cât și de mărfuri.
Începând din 1950, odată cu îmbunătățirea drumurilor și dezvoltarea transportului auto, traficul feroviar a început să scadă, iar linia a fost închisă pentru traficul de călători la 2 martie 1969. Linia, încă existentă, este folosită ocazional pentru servicii de întreținere.
Pe această linie, în apropiere de Santenoge, au fost filmate în 1975 scenele cu trenul din filmul lui Robert Lamoureux A fost regăsită compania a 7-a!, folosind o locomotivă cu abur 140C38.
Pe 6 iunie 1972, Villars-Montroyer devine Villars-Santenoge în urma fuziunii sale cu Santenoge.
- La 21 ianuarie 1945, Josette Guenin, în vârstă de 31 de ani, a fost aleasă primar al localității Villars-Montroyer, înlocuindu-și soțul, care a murit pentru Franța pe 25 iulie 1944 (conform registrului deliberărilor comunei Villars-Montroyer).

## Populația și societatea

### Date demografice
Evoluția numărului de locuitori este cunoscută prin recensămintele populației efectuate în comuna respectivă începând din 1793. Pentru comunele cu mai puțin de 10 000 de locuitori, un recensământ al întregii populații este realizat la fiecare cinci ani, populațiile legale pentru anii intermediari fiind estimate prin interpolare sau extrapolare. Pentru comuna respectivă, primul recensământ exhaustiv în cadrul noului dispozitiv a fost realizat în 2008.
În 2021, comuna număra 77 locuitori, în scădere cu -17,2 % față de 2015 (Haute-Marne: -4,53 %, Franța fără Mayotte: +1,84%).
| An        | 1793 | 1821 | 1841 | 1856 | 1876 | 1886 | 1901 | 1921 | 1936 | 1962 | 1982 | 2006 | 2013 | 2021 |
| --------- | ---- | ---- | ---- | ---- | ---- | ---- | ---- | ---- | ---- | ---- | ---- | ---- | ---- | ---- |
| Populație | 190  | 185  | 188  | 154  | 106  | 136  | 118  | 109  | 129  | 103  | 131  | 103  | 94   | 77   |

## Cultura și patrimoniul local

### Locuri si monumente
- Biserica Notre-Dame-de-la-Nativité din Santenoge, înscrisă în lista Monumentelor Istorice în 1925[30].
- Biserica Notre-Dame-de-l'Assomption din Villars-Montroyer, înscrisă în lista Monumentelor Istorice în 1925[31].